# Brizantni eksploziv
Brizantni eksploziv (tudi rušilni eksploziv) je eksploziv, ki ob detonaciji sprosti veliko rušilno moč, ki se kaže v lomljenju, rušenju in trganju predmetov v trenutku eksplozije. Na zunanje vplive so skoraj neobčutljivi, kar olajša delovanje z njimi; za njihovo sprožitev inicialni eksploziv ni dovolj, ampak potrebujejo vmes eksplozivni pospeševalec sekundarne eksplozije.
Zaradi lastnosti so večinoma uporabljeni v velikih rudarskih in gradbenih projektih; posledično (zaradi lažjega dostopa kot industrijski eksploziv) ga uporabljajo tudi teroristi.

## Seznam
- amonal
- trotil
- kamniktit
- vitezit
- nitroglicerin
- ANFO
- RDX
- PETN